# جایزه انجمن نویسندگان آمریکا برای تلویزیون: فرم طولانی - اقتباسی
جایزه انجمن نویسندگان آمریکا برای تلویزیون: فرم طولانی - اقتباسی جایزه‌ای است که توسط انجمن نویسندگان آمریکا به نویسندگان بهترین برنامه بلند بر اساس مطالب یا اثر فصل قبلاً منتشر شده اهدا می‌شود. این جایزه از پنجاهمین جوایز سالانه انجمن نویسندگان آمریکا در سال ۱۹۹۹ اهدا شده است.
در طول دهه‌های ۷۰ و ۸۰ میلادی، دسته‌بندی‌های متعددی برای شناسایی نویسندگی برای برنامه‌های بلند ارائه شد، برخی از آنها برای مجموعه‌های گلچین یا مجموعه‌های محدود و برخی دیگر نیز فیلم‌های تلویزیونی را به عنوان «فرم بلند» شامل می‌شدند. تقسیم‌بندی بین‌اصلی و اقتباسی در برخی از دسته‌بندی های ارائه شده البته نه همه آنها در این سال‌ها ارائه شد، .
از سی و نهمین جوایز انجمن نویسندگان آمریکا در سال ۱۹۷۶، دو دسته برای به رسمیت شناختن نوشته ها در رسانه های تلویزیونی فرم بلند ارائه شده است، این دو دسته تا به امروز باقی مانده اند و عبارتند از: فرم بلند – اصلی و فرم بلند – اقتباسی.

## تاریخچه نام
- بهترین آنتولوژی اقتباسی (۱۹۷۹)
- بهترین مجموعه چند قسمتی فرم بلند و/یا هر تولید بیش از دو قسمت (۱۹۷۸-۱۹۷۹)
- بهترین آنتولوژی درام اقتباسی (۱۹۸۲-۱۹۸۵)
- بهترین آنتولوژی کمدی اصلی/اقتباسی (۱۹۸۴-۱۹۸۵)
- بهترین سریال اصلی/اقتباسی چند قسمتی بلند (۱۹۸۴)
- بهترین فرم بلند - اقتباس شده (۱۹۸۶ تاکنون)

## برندگان و نامزدها
سال نشان می‌دهد که هر مراسمی از برنامه های آن سال تجلیل می‌کرد. تنها برنده سال بدون علامت گذاشته می‌شود، در حالی که سایر برندگان که نامزدی نیز دارند با طلایی و پررنگ مشخص می‌شوند.

### دهه ۱۹۷۰
بهترین آنتولوژی اقتباسی
| سال                       | برنامه          | نویسنده(ها)                     | برگرفته از | شبکه  | منبع |
| ------------------------- | --------------- | ------------------------------- | ---------- | ----- | ---- |
| 1978                      |                 |                                 |            |       |      |
| کریسمس به یاد داشته باشید | استوارت استرن   | رمان ملودئون اثر گلندون سوارثات | سی‌بی‌اس     | [ ۱ ] |      |
| زنی به نام موسی           | Lonne Elder III | کتاب مارسی هایدیش               | ان‌بی‌سی     | [ ۱ ] |      |

بهترین مجموعه چند قسمتی فرم بلند و/یا هر تولید بیش از دو قسمت
| سال                                        | برنامه                | نویسنده(های)                                                  | منبع مواد | شبکه  | Ref. |
| ------------------------------------------ | --------------------- | ------------------------------------------------------------- | --------- | ----- | ---- |
| 1978                                       |                       |                                                               |           |       |      |
| صد ساله "تنها صخره ها برای همیشه زنده اند" | جان وایلدر            | رمان جیمز A. Michener                                         | ان‌بی‌سی    | [ ۱ ] |      |
| 1979                                       |                       |                                                               |           |       |      |
| پشت در کاخ سفید                            | گوئن باگنی و پل دوبوف | رمان سی سال من در پشت خانه در کاخ سفید اثر لیلیان راجرز پارکس | ان‌بی‌سی    | [ ۲ ] |      |

### دهه ۱۹۸۰
بهترین آنتولوژی درام اقتباسی
| سال                                 | برنامه                  | نویسنده (ها)                           | مواد منبع | شبکه  | Ref. |
| ----------------------------------- | ----------------------- | -------------------------------------- | --------- | ----- | ---- |
| 1982                                |                         |                                        |           |       |      |
| از موش ها و انسان ها                | ای. نیک الکساندر        | جان استاین‌بک                           | ان‌بی‌سی    | [ ۳ ] |      |
| 1983                                |                         |                                        |           |       |      |
| برای ما زنده ها: داستان مدگار ایورز | اوسی دیويس و کن روتکوپ  | کتاب میری ایورز ویلیامز و ویلیام پیترز | پی‌بی‌اس    | [ ۴ ] |      |
| 1984                                |                         |                                        |           |       |      |
| "کارساز عروسک"                      | سوزان کوپر و هوم کرونین | رمان هریت سمپسون آرنو                  | ای‌بی‌سی    | [ ۵ ] |      |
| 1985                                |                         |                                        |           |       |      |
| تخت سوزان                           | روز لیمان گولدنبرگ      | رمان فیت مک نولت                       | ان‌بی‌سی    | [ ۶ ] |      |

بهترین آنتولوژی اورجینال/اقتباسی کمدی
| سال           | برنامه                   | نویسنده(های)        | منبع مواد | شبکه  | Ref. |
| ------------- | ------------------------ | ------------------- | --------- | ----- | ---- |
| 1984          |                          |                     |           |       |      |
| انتخاب هابسون | برت پرلوتسکی             | فیلم تلویزیونی اصلی | سی‌بی‌اس    | [ ۵ ] |      |
| 1985          |                          |                     |           |       |      |
| بازی رتبه‌بندی | مایکل بری و جیم مولهالند | فیلم تلویزیونی اصلی | شوتایم    | [ ۶ ] |      |

بهترین سریال اورجینال/اقتباسی چند قسمتی طولانی
| سال                    | برنامه                        | نویسنده(های)        | منبع مواد | شبکه  | Ref. |
| ---------------------- | ----------------------------- | ------------------- | --------- | ----- | ---- |
| 1983                   |                               |                     |           |       |      |
| دشمنی خون "قسمت دوم"   | رابرت بوریس                   | فیلم تلویزیونی اصلی | سندیکا    | [ ۴ ] |      |
| وی "قسمت اول"          | کنت جانسون                    | مینی‌سریال اصلی      | ان‌بی‌سی    | [ ۴ ] |      |
| 1984                   |                               |                     |           |       |      |
| اولین المپیک: آتن 1896 | چارلز گری آلیسون و ویلیام بست | مینی سریال اصلی     | ان‌بی‌سی    | [ ۵ ] |      |

بهترین فرم بلند - اقتباسی
| سال                                    | برنامه                  | نویسنده(های)                                                               | منبع مواد  | شبکه   | Ref. |
| -------------------------------------- | ----------------------- | -------------------------------------------------------------------------- | ---------- | ------ | ---- |
| 1986                                   |                         |                                                                            |            |        |      |
| پیتر کبیر                              | ادوارد آنهالت           | کتاب پیتر کبیر: زندگی و جهان او نوشته رابرت کی ماسی                        | ان‌بی‌سی     | [ ۷ ]  |      |
| گرفتار در سکوت                         | ویکی پاتیک              | کتاب پسر مورفی نوشته توری هیدن                                             | سی‌بی‌اس     | [ ۷ ]  |      |
| 1987                                   |                         |                                                                            |            |        |      |
| فرار از سوبیبور                        | رجینالد رز              | منابع مختلف                                                                | سی‌بی‌اس     | [ ۸ ]  |      |
| زندان برای کودکان                      | کریستوفر ناپف           |                                                                            | سی‌بی‌اس     | [ ۸ ]  |      |
| 1988                                   |                         |                                                                            |            |        |      |
| اوناسیس: ثروتمندترین مرد جهان «قسمت ۱» | ژاکلین پر و دیوید سیدلر | کتاب Ari: The Life and Times of Aristotle Socrates Onassis اثر پیتر ایوانز | ای‌بی‌سی     | [ ۹ ]  |      |
| تالار مشاهیر شاخص : فاکس فایر          | سوزان کوپر              | نمایشنامه کوپر، هیوم کرونین و جاناتان بریل                                 | سی‌بی‌اس     | [ ۹ ]  |      |
| دوستی در وین                           | ریچارد آلفیری           | کتاب شیطان در وین اثر دوریس اورگل                                          | شبکه دیزنی | [ ۹ ]  |      |
| 1989                                   |                         |                                                                            |            |        |      |
| کبوتر تنها «قسمت اول: ترک»             | ویلیام دی ویتلیف        | رمان لری مک مورتری                                                         | سی‌بی‌اس     | [ ۱۰ ] |      |

### دهه ۱۹۹۰
بهترین فرم بلند - اقتباسی
| سال                                  | برنامه                         | نویسنده (ها)                                                    | مواد منبع  | شبکه          | Ref. |
| ------------------------------------ | ------------------------------ | --------------------------------------------------------------- | ---------- | ------------- | ---- |
| 1990                                 |                                |                                                                 |            |               |      |
| نداهای درون: زندگی ترودی چیس         | ای. جک نیومن                   | کتاب "وقتی خرگوش می گریزد" از طرف ترودی چیس                     | ای‌بی‌سی     | [ ۱۱ ]        |      |
| 1991                                 |                                |                                                                 |            |               |      |
| راه طولانی به خانه                   | جین هاوارد هامسترین            | رمان رونالد بی تیلور                                            | ان‌بی‌سی     | [ ۱۲ ]        |      |
| 1992                                 |                                |                                                                 |            |               |      |
| رشته شکسته                           | آن بِکِت                         | کتاب مایکل دوریس                                                | ای‌بی‌سی     | [ ۱۳ ]        |      |
| خانم روز وایت                        | آنا ساندور                     | نمایشنامه "شاینا مایدل" توسط باربرا لبو                         | ان‌بی‌سی     | [ ۱۳ ]        |      |
| 1993                                 |                                |                                                                 |            |               |      |
| برباران در دروازه                    | لری گلبارت                     | کتاب براين بورو و جان هلیار                                     | اچ‌بی‌او     | [ ۱۴ ]        |      |
| گریه های ساکت                        | والتر هالسی دیویس و ویکی پاتیک | کتاب مهمانان امپراتور توسط جانس ینگ بروکسجنیس جوان بروکس        | ان‌بی‌سی     | [ ۱۴ ]        |      |
| 1994                                 |                                |                                                                 |            |               |      |
| خانواده ای که از هم جدا شده است      | متیو بومباک                    | کتاب غیابی ناگهانی: داستان واقعی فرزندخوانی و قتل توسط لزی واکر | ان‌بی‌سی     | [ ۱۵ ]        |      |
| 1995                                 |                                |                                                                 |            |               |      |
| شهروند مجهول                         | کریس ژرولمو                    | کتاب بخش قاتل توسط رابرت کولن                                   | اچ‌بی‌او     | [ ۱۶ ]        |      |
| جوزف                                 | لیونل چیتویند                  | رمان جیمز کارینگتون                                             | ترنر نتورک | [ ۱۶ ]        |      |
| 1996                                 |                                |                                                                 |            |               |      |
| پسران همسایه                         | ویلیام بلین                    | نمایشنامه تام گرفين                                             | CBS        | [ ۱۷ ] [ ۱۸ ] |      |
| جشن بازگشت                           | کریستوفر کارلسون و مارک ژین    | رمان سینتیا ووجت                                                | شوتایم     | [ ۱۷ ] [ ۱۸ ] |      |
| کيسنجر و نيكسون                      | لیونل چیتویند                  | کتاب کیسینجر: یک سوانح حیات والتر ایزاکسون                      | ترنر نتورک | [ ۱۷ ] [ ۱۸ ] |      |
| 1997                                 |                                |                                                                 |            |               |      |
| يه کوزه از کارولينا                  | آن مريديت                      | رمان دوروتی آلیسون                                              | شوتایم     | [ ۱۹ ] [ ۲۰ ] |      |
| جورج والاس                           | پال موناش و مارشال فرادی       | کتاب والاس: تصویر کلاسیک فرماندار آلاباما جورج والاس توسط فریدی | ترنر نتورک | [ ۱۹ ] [ ۲۰ ] |      |
| "هونچبک"                             | جان فاسانو                     | رمان "هنگبک نوتردام" توسط ویکتور هوگو                           | ترنر نتورک | [ ۱۹ ] [ ۲۰ ] |      |
| در تاریکی                            | ویل شیفر                       | داستان کوتاه نیویورک از آلیس الیوت تاریکآليس اليوت تاريک        | اچ‌بی‌او     | [ ۱۹ ] [ ۲۰ ] |      |
| 1998                                 |                                |                                                                 |            |               |      |
| نامه عشق                             | جیمز هنرسون                    | داستان کوتاه جک فینی                                            | سی‌بی‌اس     | [ ۲۱ ] [ ۲۲ ] |      |
| دون کنگ: فقط در آمریکا               | کارو سالم                      | کتاب فقط در آمریکا: زندگی و جنایات دون کنگ توسط جک نیوفیلد      | اچ‌بی‌او     | [ ۲۱ ] [ ۲۲ ] |      |
| ضخیم تر از خون                       | بیل کین                        | نمایشنامه تراژدی ایستاده توسط کاین                              | ترنر نتورک | [ ۲۱ ] [ ۲۲ ] |      |
| 1999                                 |                                |                                                                 |            |               |      |
| اعتراف                               | دیوید بلک                      | رمان فرتیگ از سوی سول یوریک                                     | سینماکس    | [ ۲۳ ] [ ۲۴ ] |      |
| آب و هوای سرد تر                     | مارشا نورمن                    | کتاب زنا کولیر                                                  | شوتایم     | [ ۲۳ ] [ ۲۴ ] |      |
| سخن گفتن ما: صد سال اول خواهران دلان | ايميلي مان                     | کتاب سارا لوئیس دلان آنی الیزابت دلان و ايمي هیل هارت           | سی‌بی‌اس     | [ ۲۳ ] [ ۲۴ ] |      |
| حسابات شیطان                         | رابرت ج. آورچ                  | رمان جين يولن                                                   | شوتایم     | [ ۲۳ ] [ ۲۴ ] |      |

### دهه ۲۰۰۰
1. 1 2  "WGA Awards 1978". IMDb. Retrieved January 20, 2022.
2. ↑  "WGA Awards 1979". IMDb. Retrieved January 20, 2022.
3. ↑  "WGA Awards 1982". IMDb. Retrieved January 20, 2022.
4. 1 2  "WGA Awards 1983". IMDb. Retrieved January 20, 2022.
5. 1 2 3  "WGA Awards 1984". IMDb. Retrieved January 20, 2022.
6. 1 2  "WGA Awards 1985". IMDb. Retrieved January 20, 2022.
7. ↑  "WGA Awards 1986". IMDb. Retrieved January 20, 2022.
8. ↑  "WGA Awards 1987". IMDb. Retrieved January 20, 2022.
9. ↑  "WGA Awards 1988". IMDb. Retrieved January 20, 2022.
10. ↑  "WGA Awards 1989". IMDb. Retrieved January 20, 2022.
11. ↑  "WGA Awards 1990". IMDb. Retrieved January 20, 2022.
12. ↑  "WGA Awards 1991". IMDb. Retrieved January 20, 2022.
13. ↑  "WGA Awards 1992". IMDb. Retrieved January 20, 2022.
14. ↑  "WGA Awards 1993". IMDb. Retrieved January 20, 2022.
15. ↑  "WGA Awards 1994". IMDb. Retrieved January 20, 2022.
16. ↑  "WGA Awards 1995". IMDb. Retrieved January 20, 2022.
17. ↑  "WGA Awards 1996". IMDb. Retrieved January 20, 2022.
18. ↑  "WGA Awards 1997". WGA. Archived from the original on March 7, 2016. Retrieved December 24, 2015.
19. ↑  "WGA Awards 1997". IMDb. Retrieved January 20, 2022.
20. ↑  "WGA Awards 1998". WGA. Archived from the original on March 7, 2016. Retrieved December 24, 2015.
21. ↑  "WGA Awards 1998". IMDb. Retrieved January 20, 2022.
22. ↑  "WGA Awards 1999". WGA. Archived from the original on March 7, 2016. Retrieved December 24, 2015.
23. ↑  "WGA Awards 1999". IMDb. Retrieved January 20, 2022.
24. ↑  "WGA Awards 2000". WGA. Archived from the original on March 7, 2016. Retrieved December 24, 2015.

1. ↑  Escape from Sobibor was based on the book of the same name by Richard Rashke, the manuscript "From the Ashes of Sobibor" by Thomas Blatt and the book Inferno in Sobibor by Stanisław Szmajzner.